# 王世宗
王世宗（1918年09月12日—2002年10月07日），出生於台灣臺南市東山區，閩南人，台灣知名法醫，前嘉義地方檢察署法醫師。法醫服務年資長達47年，承辦相驗案件不可勝數。曾於戒嚴時期，偵破轟動全台的「一根毛」殺人命案，地方上傳為佳話「北有楊日松、南有王世宗」

## 生平
王世宗自幼隨兄弟姊妹赴日留學，攻讀日本早稻田大學法律科畢業後，再考取興亞醫學館醫學科，曾於日本橫濱行醫。直到臺灣光復之後，回臺於當時的「臺灣省立嘉義醫院」（今衛生福利部嘉義醫院）擔任醫師，後於自宅開設「王外科」診所，並於1951年4月起於嘉義地方檢察署任職法醫，至1981年12月應屆齡退休之際，鑑於當時國內法醫人才短缺，仍須借助其專業及豐富的鑑識經驗，故由嘉義地檢署主動申請延長服務，後又續聘為特約法醫師，直至1998年6月。而後於2002年10月7日下午兩點於自家逝世，享壽84歲。

## 軼事
- 由於臺灣早期科普知識不足，當時坊間一般的斗笠，頂上乃用鐵線圈為固定材料，殊不料農田地形開闊緣故，常導致耕作中的農民遭受雷殛，以致死亡。法醫王世宗發現真相後，立即通報首席檢察官通函轄區各相關行政機關加強宣導防範，從此斗笠上鐵線圈均改為塑膠環，大幅地降低雷殛事件的發生機率，保障了農民們的生命安全。[1]